# Маслихов, Александр Петрович
Александр Петрович Маслихов (19 декабря 1930, село Катенино, в Варненского района, Челябинской области, РСФСР — 16 сентября 1989, Чебаркуль) — Герой Социалистического Труда.

## Биография
Окончил Челябинский институт механизации и электрификации сельского хозяйства (1970), инженер-механик.
Герой Социалистического Труда. Награждён орденом Ленина (1957). Медалями: «За освоение целинных земель» и участника Всесоюзной сельскохозяйственной выставки. Делегат комсомольского съезда в 1957 году. В составе комсомольско-молодёжного коллектива ездил в Чехословакию, где получил орден Клемента Готвальда.
С 1943 г. – учётчик, бухгалтер конезавода, тракторист, комбайнер, заведующий МТС в организациях и хозяйствах Брединского, Чебаркульского и Сосновского районов Челябинской области; в 1955 г. – комбайнер на освоении целины в Брединском совхозе; в 1956–1957 гг. – механик, главный инженер совхоза Наследницкий, директор совхоза «Восточный», директор совхоза «Каратабанский», генеральный директор фирмы «Еткуль» (Еткульского района); в 1979–1990 гг. – начальник производственного управления сельского хозяйства Чебаркульского района, директор совхоза «Сарафановский».
Под его руководством многоотраслевое хозяйство в 9–11 пятилетках выполняло производственные программы и соцобязательства, широко велось капитальное и жилищное строительство, механизация трудоемких процессов. За самоотверженный труд в освоении целинных и залежных земель и успешное проведение уборки урожая был удостоен звания Героя Социалистического Труда.
Похоронен в Чебаркуле.

## Награды
- Медаль «Серп и Молот»